# Socorritos
Socorritos, producto de repostería castellana de gran difusión en toda la provincia de Palencia (comunidad autónoma de Castilla y León). Entre ellos, los de Cervera de Pisuerga son los de mayor fama.

## Características
Admite diversas formas aunque la elaboración más típica es la de lazo con unas dimensiones aproximadas de 10,5 x 2,5 x 1,5 cm de espesor. Actualmente se comercializan Socorritos de forma redondeada y Socorritos bañados de chocolate, también en forma de lazo. Su textura es seca y bastante disgregable. Por encima llevan una capa de azúcar glaseado que les proporciona una apariencia muy atractiva. 
Su peso varía entre 12 gramos (lazos) y 16 g (redondeados) aproximadamente. 
La elaboración de este dulce surgió hace más de 30 años. La fórmula viene de varias generaciones atrás, cuando se elaboraba en plan privado para las fiestas y acontecimientos familiares y religiosos. 
Este dulce comienza a elaborarse en un pequeño obrador de la familia de "Socorro", vecina del pueblo de Cervera. "Raquel", una de las hijas de la familia, que ingresa como monja en el convento cisterciense de Nuestra Señora de la Asunción de San Andrés del Arroyo, decide llevar consigo todo el material necesario para continuar con la elaboración del dulce, con lo que comienza a enseñar al resto de las Hermanas el secreto de su elaboración. Pasado unos años, decide abandonar el convento y volver a su antigua vida en Cervera. Es en este momento cuando surge la idea entre la familia de crear una pequeña fábrica dedicada a la venta del dulce. El nombre de Socorritos debe honor a Socorro, madre de Raquel. A pesar de que en un principio la idea fue denominar este dulce como "Raquelitos", finalmente fueron las monjas de San Andrés del Arroyo las que optaron por ese nombre en honor a la Hermana Raquel. 

## Elaboración
Las materias primas base para la elaboración de los Socorritos son harina de trigo, mantequilla pura de vaca, margarina especial, yema de huevo, azúcar y sal, huevo, harina y manteca de vaca. El hojaldre tiene una elaboración artesana y para ello se utiliza harina de trigo de Castilla. 
Para su elaboración, en primer lugar se mezclan la harina y la margarina. Se añade la sal. Se añade el agua y se amasa un poco. Con un rodillo se estira en forma alargada y se dobla en tres. Se deja reposar 15 minutos. Se echa otro poco de harina y se vuelve a estirar poniendo la masa al contrario. Se repite esta operación tres veces, esperando cada vez 15 minutos. Después se deja reposar la masa algo más de 2 horas. La masa del hojaldre se deja enfriar, en sitio no muy frío. Se le da la forma deseada (a mano) después de cortar la masa y, se cuece a horno a 265 °C unos 20 minutos. Finalmente se recubren de azúcar glas o de chocolate. 
Se presentan envasados en estuches de distinto tamaño y diseño. Hoy en día se elaboran Socorritos espolvoreados de azúcar glas, en forma de lazo y redondeados y, Socorritos de chocolate en forma de lazo. 
Es uno de los productos de mayor tradición y más ampliamente difundido por toda la provincia. Se considera un producto graso y bastante calórico. Gracias a su bajo contenido en humedad y a la utilización de conservantes, su período de caducidad puede alargarse incluso hasta 15 meses. No obstante, su alto contenido graso puede facilitar el enranciamiento del producto una vez pasado este tiempo. 
Los Socorritos es un producto que goza de una alta aceptación y reconocimiento. Destaca por su apariencia y su textura típica del hojaldre. Se consumen como postre o acompañando al café. 
Actualmente, Pastas y Hojaldres UKO, S.A., está tramitando la obtención del distintivo de Denominación de Calidad. Las principales fortalezas de este producto son su calidad y nombre reconocido. 

## Comercialización
Los Socorritos se comercializan tanto en su lugar de origen como en muchas tiendas de la capital palentina, donde gozan de gran popularidad. Una gran parte de las ventas del producto se lo lleva el turismo de paso por Cervera de Pisuerga. 
Al ser un producto elaborado con productos naturales y de calidad, el precio es alto, con lo que le perjudica a la hora de competir en el mercado. La red comercial es difícil, puesto que la empresa es pequeña para tener un comercial propio y los distribuidores externos no quieren dar a conocer este producto en nuevos mercados, por cuestión de pérdida de tiempo. Es un nombre comercial, propiedad de un solo productor. Se consumen todo el año, sin embargo, su demanda aumenta en el pueblo durante los meses de verano, debido al turismo.
- Datos: Q6131136